# (2736) Ops
(2736) Ops (1979 OC; 1983 VU1) ist ein ungefähr vier Kilometer großer Asteroid des inneren Hauptgürtels, der am 23. Juli 1979 vom US-amerikanischen Astronomen Edward L. G. Bowell am Lowell-Observatorium, Anderson Mesa Station (Anderson Mesa) in der Nähe von Flagstaff, Arizona (IAU-Code 688) entdeckt wurde.

## Benennung
(2736) Ops nach der Gottheit Ops aus der Römischen Religion benannt, die die Göttin des Überflusses war.